# Roseburg North
Roseburg North ist ein Census-designated place (CDP) im Douglas County in Oregon, Vereinigte Staaten. Das U.S. Census Bureau hat bei der Volkszählung 2020 eine Einwohnerzahl von 4.375 ermittelt.

## Geographie
Nach den Angaben des United States Census Bureau hat der CDP eine Fläche von 58,8 km2, wovon 57,8 km2 auf Land und 1,0 km2 (= 1,63 %) auf Gewässer entfallen.

## Demographie
Zum Zeitpunkt des United States Census 2000 bewohnten Roseburg North 5473 Personen. Die Bevölkerungsdichte betrug 92,8 Personen pro km². Es gab 2491 Wohneinheiten, durchschnittlich 42,3 pro km². Die Bevölkerung Roseburg Norths bestand zu 93,97 % aus Weißen, 0,18 % Schwarzen oder African American, 1,06 % Native American, 0,75 % Asian, 0,02 % Pacific Islander, 1,21 % gaben an, anderen Rassen anzugehören und 2,81 % nannten zwei oder mehr Rassen. 3,07 % der Bevölkerung erklärten, Hispanos oder Latinos jeglicher Rasse zu sein.
Die Bewohner Roseburg Norths verteilten sich auf 2341 Haushalte, von denen in 25,3 % Kinder unter 18 Jahren lebten. 54,1 % der Haushalte stellten Verheiratete, 9,0 % hatten einen weiblichen Haushaltsvorstand ohne Ehemann und 33,5 % bildeten keine Familien. 28,2 % der Haushalte bestanden aus Einzelpersonen und in 14,4 % aller Haushalte lebte jemand im Alter von 65 Jahren oder mehr alleine. Die durchschnittliche Haushaltsgröße betrug 2,31 und die durchschnittliche Familiengröße 2,79 Personen.
Die Bevölkerung verteilte sich auf 21,1 % Minderjährige, 7,9 % 18–24-Jährige, 23,8 % 25–44-Jährige, 26,7 % 45–64-Jährige und 20,4 % im Alter von 65 Jahren oder mehr. Der Median des Alters betrug 43 Jahre. Auf jeweils 100 Frauen entfielen 93,5 Männer. Bei den über 18-Jährigen entfielen auf 100 Frauen 90,9 Männer.
Das mittlere Haushaltseinkommen in Roseburg North betrug 35.684 US-Dollar und das mittlere Familieneinkommen erreichte die Höhe von 43.013 US-Dollar. Das Durchschnittseinkommen der Männer betrug 35.370 US-Dollar, gegenüber 21.953 US-Dollar bei den Frauen. Das Pro-Kopf-Einkommen belief sich auf 17.705 US-Dollar. 9,1 % der Bevölkerung und 6,2 % der Familien hatten ein Einkommen unterhalb der Armutsgrenze, davon waren 8,7 % der Minderjährigen und 11,6 % der Altersgruppe 65 Jahre und mehr betroffen.

## Belege
1. ↑  Roseburg North. In: Geographic Names Information System. United States Geological Survey, United States Department of the Interior, abgerufen am 5. Oktober 2015 (englisch).
2. ↑  Explore Census Data Roseburg North CDP, Oregon. Abgerufen am 11. Januar 2023.
3. ↑  Geographic Identifiers: 2010 Demographic Profile Data (G001): Roseburg North CDP, Oregon. U.S. Census Bureau, American Factfinder, abgerufen am 5. Oktober 2015 (englisch).